# نهائي كأس أمم أوقيانوسيا 2016
نهائي كأس أوقيانوسيا للأمم 2016 هي المباراة النهائية من منافسة كأس أوقيانوسيا للأمم 2016، أقيمت المباراة في 11 يونيو 2016، في ملعب سير جون غايس، بين فريقي منتخب نيوزيلندا لكرة القدم، ومنتخب بابوا غينيا الجديدة لكرة القدم، وفاز فيها منتخب نيوزيلندا لكرة القدم، بعد أن هزم منتخب بابوا غينيا الجديدة لكرة القدم، بنتيجة 0 - 0، وكان حكم المباراة نوربرت هاواتا، وحضر المباراة 13000 شخصاً.

## تفاصيل المباراة
لعبت المباراة النهائية في 11 يونيو 2016.
| منتخب نيوزيلندا لكرة القدم | 0 -0 | منتخب بابوا غينيا الجديدة لكرة القدم |
| -------------------------- | ---- | ------------------------------------ |
|                            |      |                                      |